# Maxime (de Callian)
Pour les articles homonymes, voir Saint Maxime.

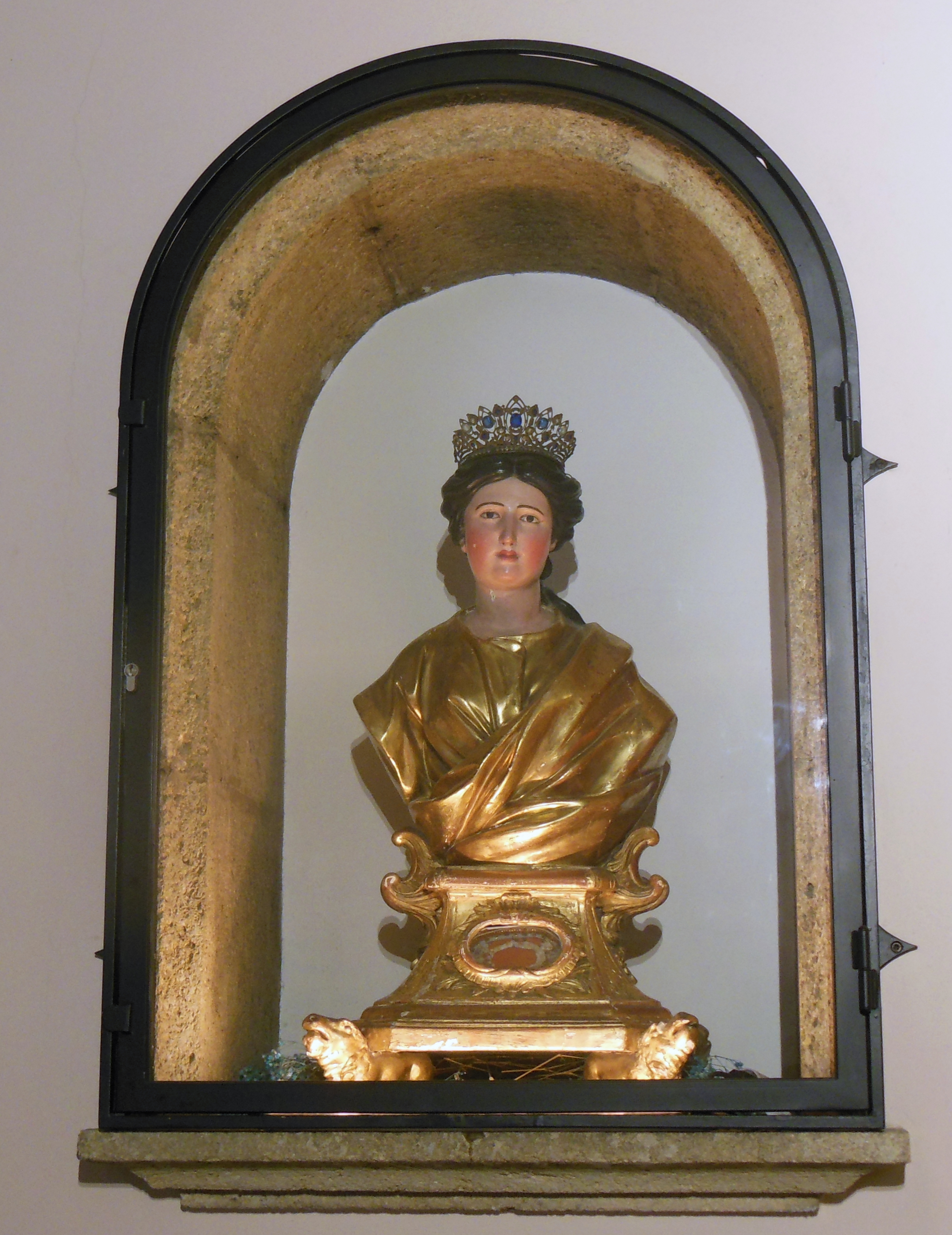
Reliquaire de sainte Maxime dans l'église paroissiale de Sainte-Maxime

Maxime de Callian est une sainte chrétienne.

## Histoire de sainte Maxime
Les détails sur la famille, la naissance et la vie de sainte Maxime sont peu nombreux. Ils proviennent des martyrologes, ces livres liturgiques compilant de brèves notices sur les saints à fêter, et d’une tradition transmise de génération en génération.
Epoque de vie. Le lieu et l’année de naissance de Maxime ne sont pas précisément connus. Cependant, une tradition constante provenant de témoignages d’hommes du diocèse de Saint-Cassien la fait naître vers la fin du VIIe siècle, peu après l’établissement du monastère de Saint-Cassien où elle fit sa profession. Adon de Vienne, en Dauphiné, annonce au IXe siècle dans son martyrologe sa fête pour le dix-septième jour des calendes de juin, soit le 16 mai. Usuard, moine bénédictin de Saint-Germain-des-Près, qui vivait à la même époque, fixe sa mort le 16 mai. Si Maxime avait déjà pris rang parmi les saints au IXe siècle, il est donc probable que sa vie s’écoula au cours du VIIIe siècle.
Origines familiales et spirituelles. Vers le milieu du VIIe siècle, l’abbé du monastère de Saint-Aignan, nommé Aigulphe, fut envoyé par Clotaire III à l’abbaye de Lérins, située sur l'île Saint-Honorat dans les îles de Lérins. Sa mission : ramener ses religieux à la discipline monastique qui connaissait un relâchement certain. Aigulphe connut un tel succès dans son entreprise que plusieurs jeunes filles appartenant aux maisons les plus illustres de la Provence lui demandèrent de leur édifier un refuge où elles pourraient suivre, sous sa direction, la règle de saint Benoît. Sur la terre ferme en face de Lérins s’élevait près de Callian une petite colline de forme arrondie nommée butte de Saint-Cassien. Un autel dédié au soleil y avait été édifié au lieu-dit Arluc (du latin lucus, bois sacré, dans le sens utilisé par Cicéron). Aigulphe trouva l’endroit idéal pour y fonder son monastère de filles, vers la fin du VIIe siècle. Il fit venir de sa ville natale de Blois la religieuse Angarisme, qui deviendra Sainte Angarême, pour l’établir abbesse de ce couvent qui porta dès lors le nom de monastère de Saint-Cassien, que l’on peut aussi rencontrer sous le nom de monastère d’Arluc. Dans cet institut nouveau afflua une foule de jeunes filles qui renoncèrent aux richesses de leurs familles. Sainte Maxime en fut.
Sainte Maxime fut appelée par ses supérieurs à diriger le monastère de Callian. A la tête d’une communauté de jeunes filles qui paraît avoir été assez nombreuse, elle sut entretenir l’esprit de prière et l’amour du détachement matériel dont elle avait fait montre à Saint-Cassien. Maxime vécut ses derniers jours au monastère de Callian dont la paroisse se trouva alors dépositaire de ses reliques.
La maison de Grasse tirait son origine des princes souverains d’Antibes et possédait de nombreuses seigneuries dont elle offrit une partie aux religieux de Lérins. La butte de Saint-Cassien en faisait partie.  Bien que les titres authentiques manquent, la famille de Grasse a proclamé en tout temps qu’elle avait donné naissance à Maxime. Avant la révolution française, on voyait encore dans le château de Cabris appartenant à la famille un tableau ancien représentant sainte Maxime tenant de la main droite une palme et s’appuyant de la gauche sur un écusson aux armoiries de la maison de Grasse. Dans l’église de Sainte-Maxime se trouve depuis 1878 un tableau représentant sainte Maxime renonçant d’un geste de la main à des richesses (couronne et bijoux) posées sur une nappe où l’on reconnaît en partie un blasonnement d'or au lion de sable armé, lampassé, couronné de gueules, qui est celui de la famille de Grasse.

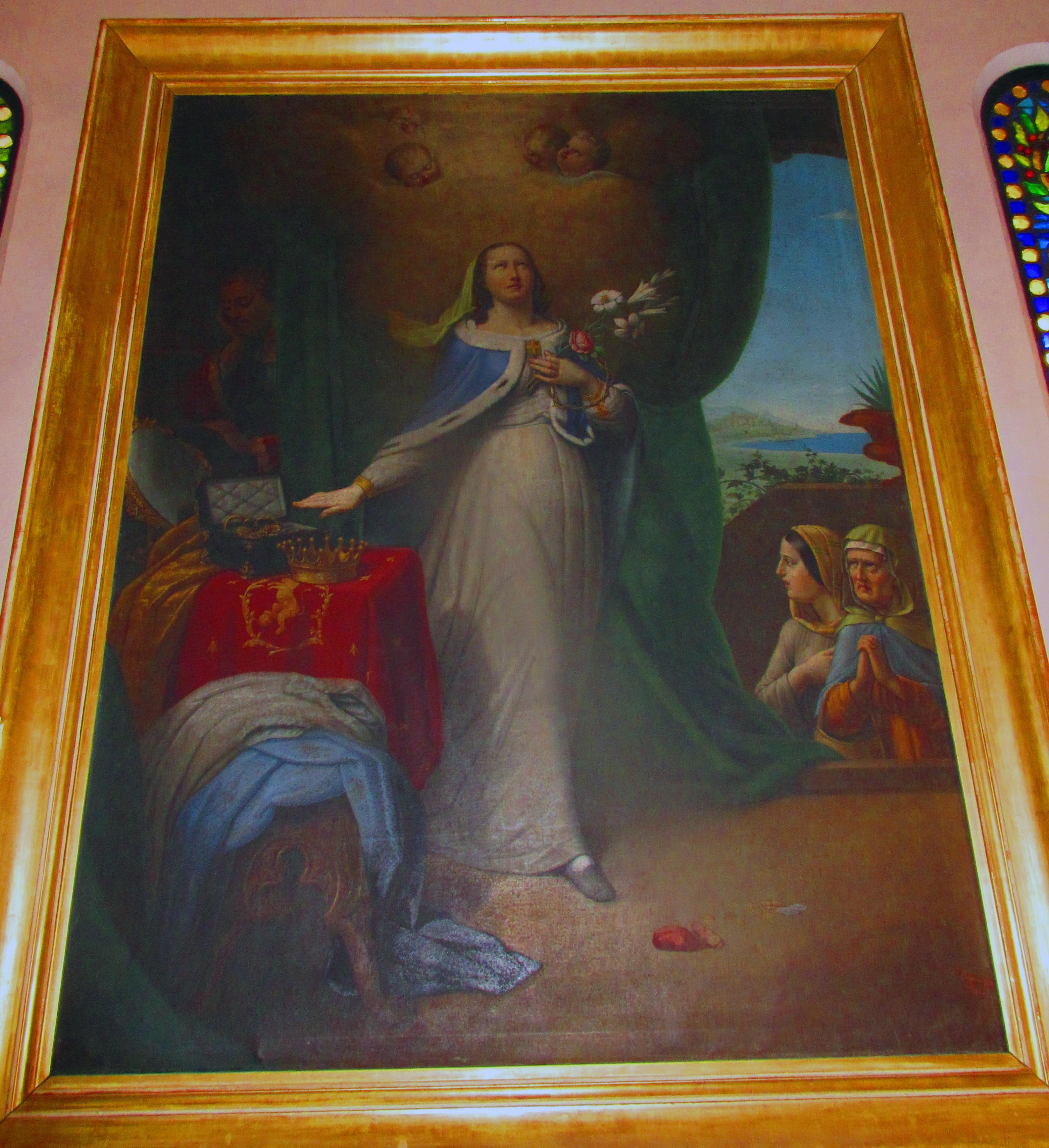
Sainte Maxime rejetant les richesses familiales, par Jules Béguin (1878)

## Reliques
À la fin du XIVe siècle, Callian fut pillée par Raymond de Turenne qui se rendit célèbre sous le nom de Fléau de Provence. Des Callianais avaient pu mettre les reliques en sûreté en les confiant à l’évêque de Fréjus qui les fit déposer dans la cathédrale. C’est ainsi que les reliques de sainte Maxime furent ravies à la piété des Callianais de 1391 à 1517. Quand les temps redevinrent meilleurs, Louis de Grasse, devenu seigneur de Callian, désira que ce trésor revienne au pays. Le dépôt sacré fut rendu sans contestation.  C’est en mémoire de ce retour triomphal que la bravade, joyeuse fête de sainte Maxime accompagnée de bruyantes détonations de tromblons, se déroule à Callian tous les ans. L'église Notre-Dame de l'Assomption de Callian abrite encore des reliques de Maxime.

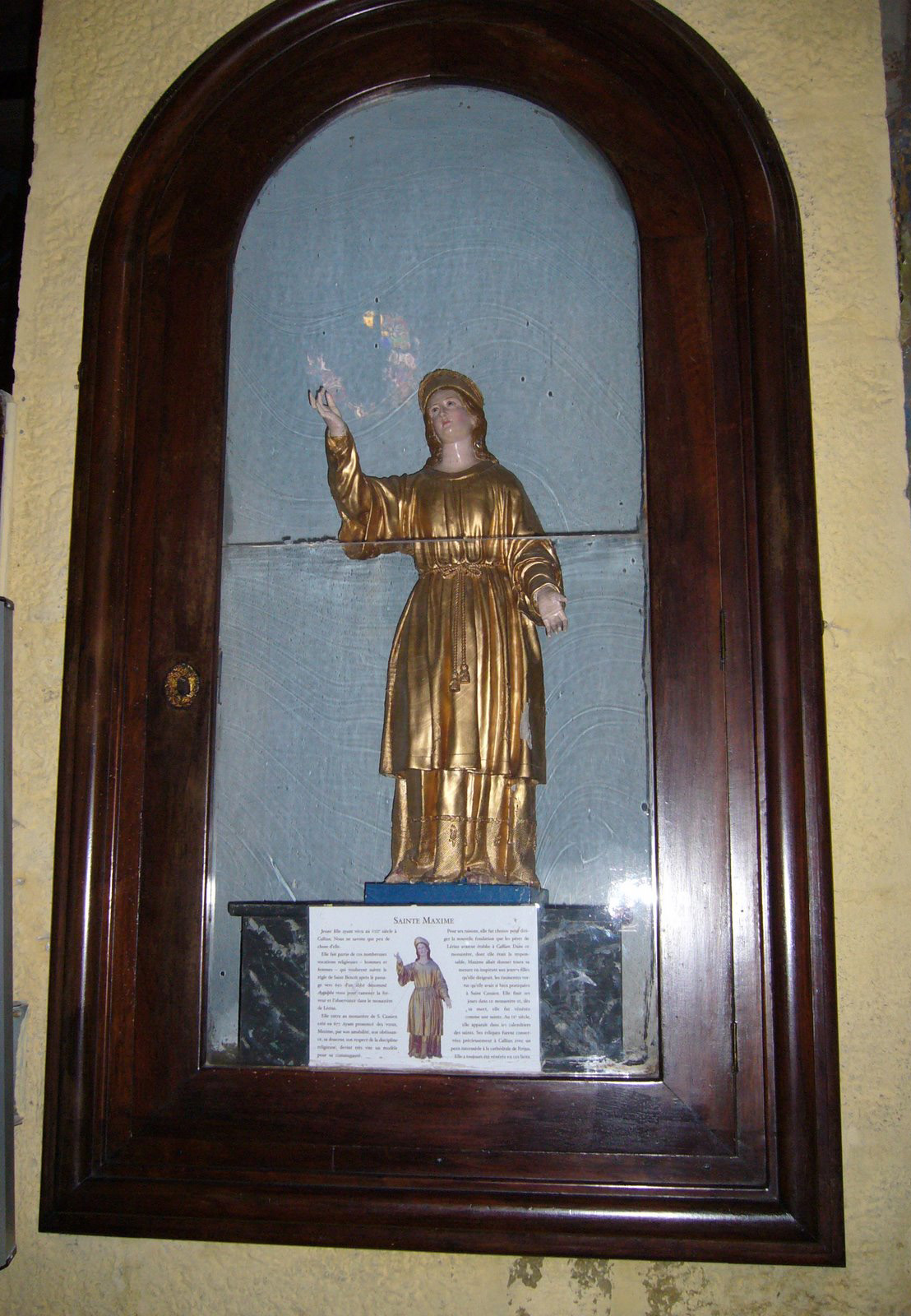
Buste de sainte Maxime dans l'église de Callian.

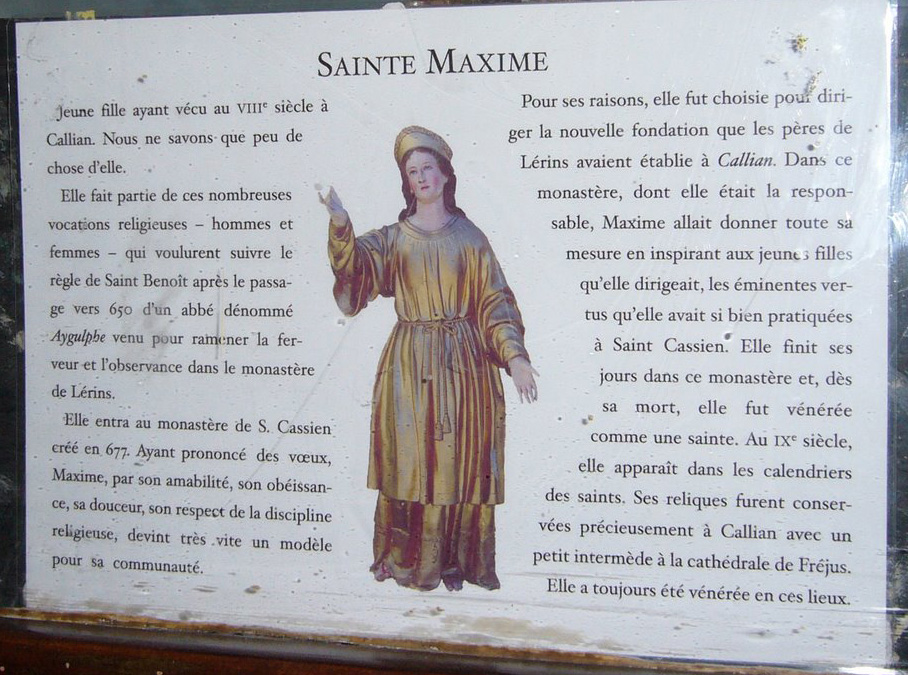
Panneau sous le buste de sainte Maxime dans l'église de Callian.

En 1677, l’évêque de Fréjus, Mgr. Antoine de Clermont, en visite pastorale à Callian, préleva une côte des reliques pour la placer dans un reliquaire en vermeil et en doter sa cathédrale. Une autre côte se trouve à Quinson (haut Var), où sainte Maxime est fêtée le 16 mai par une procession. Le village de Mons (haut Var),  dont Louis de Grasse était également seigneur, possède le bras gauche et un buste de sainte Maxime dans l'hôtel de ville, installé dans une ancienne chapelle. L'église Notre-Dame de l'Assomption de Ramatuelle possède un buste de la sainte. 
L’église paroissiale de Sainte-Maxime conserve, dans le socle d'un buste reliquaire datant du XVIIIe siècle, une côte et un fragment de l’os qui formait la partie supérieure de la tête. Au début des années 2000, le morceau de crâne a été volé. Depuis, le reliquaire est protégé par une vitre blindée. Le tableau situé à droite du reliquaire est offert le 8 mai 1878 par l'abbé et peintre Jules Béguin de Brignoles. En haut à droite du tableau, on aperçoit le père de sainte Maxime consterné de voir sa fille abandonner famille et richesses. D'autres reliques sont présentes dans l'église. Le 18 novembre 2012, Mgr Dominique Rey, évêque de Fréjus et Toulon, consacre le nouvel autel au centre de la nef en y déposant les reliques de sainte Maxime et de saint Aigulphe, offertes par l'abbaye de Lérins.

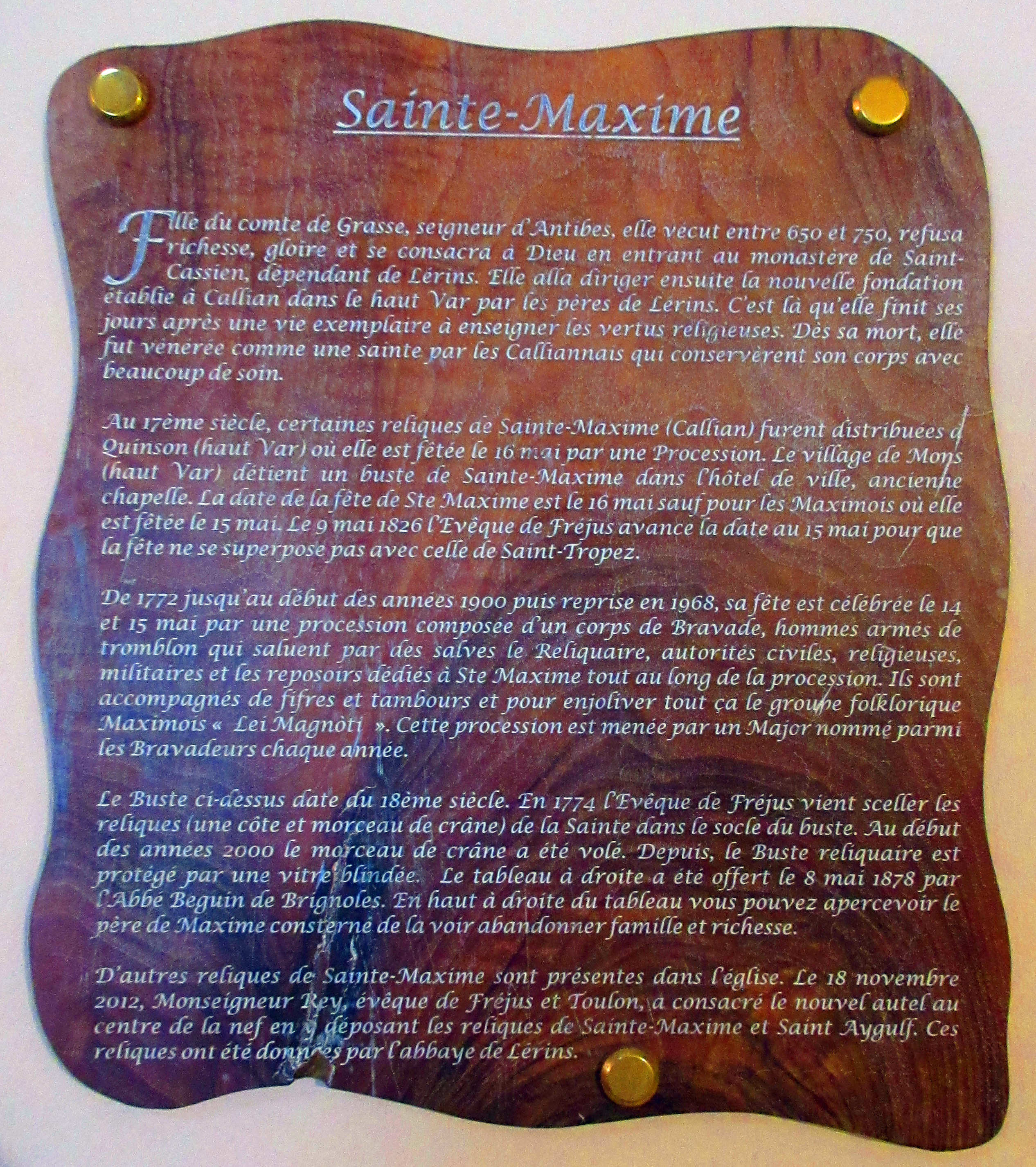
Panneau dans l'église de Sainte-Maxime.

## Célébration
Sainte Maxime est la patronne des communes de Sainte-Maxime et de Callian. La date de sa fête est le 16 mai, sauf à Sainte-Maxime, où elle est fêtée le 15 mai. Cette exception s'explique par le fait que le 9 mai 1826, l'évêque de Fréjus avance la date d'un jour afin d'éviter que la fête de Sainte-Maxime ne coïncide avec la bravade de Saint-Tropez. De 1772 jusqu'au début des années 1900, puis reprise en 1968, une fête patronale y est donc célébrée par une procession composée d'un corps de Bravade, hommes armés de tromblons qui saluent par des salves le reliquaire, autorités civiles, religieuses, militaires et les reposoirs dédiés à sainte Maxime tout au long de la procession. Ils sont accompagnés de fifres et de tambours. La procession est menée par un Major nommé parmi les Bravadeurs chaque année.

## Sources et références

### Sources
- « XVe journée archéologique », dans Annales de Haute-Provence no 308, 2e trimestre 1989, p. 10